# Gare de Cordesse - Igornay
Gare de Cordesse - Igornay vasútállomás Franciaországban, Cordesse településen.

## Vasútvonalak
Az állomást az alábbi vasútvonalak érintik:
- Cravant - Bazarnes-Dracy-Saint-Loup-vasútvonal

## Kapcsolódó állomások
A vasútállomáshoz az alábbi állomások vannak a legközelebb: